# Rake
Pour les articles homonymes, voir Rake (homonymie).
Rake est un logiciel libre de l'environnement Ruby. C'est un « moteur de production », semblable à SCons et make. Il est écrit en Ruby et les Rakefiles (équivalents des makefiles) sont écrits en Ruby. Il a été créé par Jim Weirich (en).
Rake utilise le concept de bloc de fonction anonymes de Ruby pour définir les tâches. Il y a une bibliothèque de tâches courantes, par exemple, pour nettoyer les fichiers compilés (clean).
Rake est largement utilisé dans Ruby on Rails. Il fait maintenant partie de la bibliothèque standard de Ruby 1.9.

## Exemple
Voici un exemple simple de script Rake permettant de construire un programme HelloWorld en C
```
  
file
 
'hello.o'
 
=>
 
[
'hello.c'
]
 
do

    
sh
 
'cc -c -o hello.o hello.c'

  
end

  
file
 
'hello'
 
=>
 
[
'hello.o'
]
 
do

    
sh
 
'cc -o hello hello.o'

  
end

```